# P/poly
En informatique théorique, plus précisément en théorie de la complexité, P/poly est la classe de problèmes de décision décidés par une famille de circuits booléens de tailles polynomiales. Cette classe a été introduite par Karp et Lipton en 1980. Cette classe est importante, car comme P est incluse dans P/poly, si on démontre que  NP ⊈ P/poly, alors on résout le problème ouvert P est différent de NP.

## Définitions
Il y a deux définitions équivalentes, la première donnée avec le modèle de calcul des circuits booléens, l'autre avec des machines de Turing.

### Définition par circuits
Une famille de circuits {\displaystyle {\mathcal {C}}} est une suite infinie {\displaystyle {\mathcal {C}}_{0}}, {\displaystyle {\mathcal {C}}_{1}}, ..., {\displaystyle {\mathcal {C}}_{n}}, ... où {\displaystyle {\mathcal {C}}_{n}} est un circuit booléen {\displaystyle n} bits d'entrée. Lorsque {\displaystyle x} est une chaîne de bits de longueur {\displaystyle n}, on notera {\displaystyle {\mathcal {C}}_{n}\left[x\right]} le résultat de l'évaluation du circuit {\displaystyle {\mathcal {C}}_{n}} lorsque le {\displaystyle i}ème bit d'entrée de {\displaystyle {\mathcal {C}}_{n}} est affecté à la valeur du {\displaystyle i}ème bit de {\displaystyle x}, pour tout {\displaystyle i\in \{1,2,...,n\}}.
La classe P/poly est la classe des langages {\displaystyle L\subseteq \{0,1\}^{*}} tels qu'il existe une famille de circuits {\displaystyle {\mathcal {C}}} et un polynôme {\displaystyle p} tels que :
- la taille de {\displaystyle {\mathcal {C}}_{n}} est au plus {\displaystyle p(n)} ;
- pour tout {\displaystyle x\in \left\{0,1\right\}^{*}}, {\displaystyle x\in L} si et seulement si {\displaystyle {\mathcal {C}}_{n}[x]} est vrai, où {\displaystyle n} est la taille de {\displaystyle x}.

On dit d'un langage satisfaisant cette propriété qu'il a des circuits polynomiaux. 

### Définition par machine de Turing avec conseils
On peut définir P/poly de manière équivalente en utilisant des machines de Turing déterministes qui prennent conseil. Une telle machine, a le droit d'utiliser un mot fini cn, qui sert de conseil pour traiter toutes les instances x de taille n. Un problème est dans P/poly s'il existe une machine de Turing M en temps polynomial et une suite de mots finis c0, c1, c2,... où cn est de taille polynomiale en n, tels que pour tout mot x de longueur n, x est une instance positive ssi M(x, cn) = 1.  Les mots finis c0, c1, c2,... s'appellent des conseils.

## Propriétés

### P/poly et P
La classe P est incluse dans la classe P/poly (P peut être définie comme P/poly sauf avec des familles de circuits uniformes en temps polynomial). P/poly contient des problèmes décidables et hors de P[réf. nécessaire].

### P/poly contient des langages indécidables
Remarquons qu'il n'est pas nécessaire que le circuit correspondant à une entrée de taille {\displaystyle n} puisse être construit en temps polynomial, ni même de façon déterministe. Cela a une conséquence étrange : il existe des langages indécidables qui ont des circuits polynomiaux. En effet, soit {\displaystyle L} un langage indécidable sur l'alphabet {\displaystyle \{0,1\}}, et {\displaystyle U} le langage des mots {\displaystyle 1^{n}} (autrement dit, {\displaystyle n} écrit en unaire) tels que {\displaystyle n}, écrit en binaire, est dans {\displaystyle L}. Il est clair que {\displaystyle U} est indécidable, pourtant il a des circuits polynomiaux : si {\displaystyle n} est dans {\displaystyle L}, alors {\displaystyle {\mathcal {C}}_{n}} est la conjonction des {\displaystyle n} bits d'entrée ; sinon {\displaystyle {\mathcal {C}}_{n}} est juste le booléen faux.

### Théorème d'Adleman
Le théorème d'Adleman, démontré par Leonard Adleman (Adleman 1978), énonce que BPP est inclus dans P/poly.

### Importance de P/poly
P/poly a une place importante en théorie de la complexité : plusieurs propriétés importantes s'expriment à l'aide de P/poly :
- Si NP est inclus dans P/poly, alors la hiérarchie polynomiale s'effondre au niveau 2 (c'est le théorème de Karp-Lipton (Karp et Lipton 1980)), et de plus, on a AM = MA.
- Si NP n'est pas inclus dans P/poly, comme P l'est, on en déduit que P est différent de NP.
- Si PSPACE est inclus dans P/poly, alors PSPACE {\displaystyle =\Sigma _{2}^{\rm {P}}}, et on a même PSPACE =  MA
- Si EXPSPACE est inclus dans P/poly, alors EXPSPACE {\displaystyle =\Sigma _{2}^{\rm {P}}} (c'est le théorème de Meyer), et on a même EXPSPACE = MA.

## Caractérisation
Il y a équivalence entre :
1. Un langage A est dans P/poly
2. il existe un langage creux S tel que A est réductible au sens de Turing en temps polynomial à S,
3. il existe un langage unaire T tel que A est réductible au sens de Turing en temps polynomial à T.

L'équivalence entre 1 et 2 est attribué à A. Meyer selon  (comme indiqué dans ) et l'équivalence entre 2 et 3 est montré dans .